# David Peel (Schauspieler)
David Peel (* 19. Juni 1920 in London, Großbritannien; † 4. September 1981 ebenda) war ein britischer Schauspieler. Seine populärste Rolle war die des Meistervampirs Baron Meinster in Dracula und seine Bräute (1960) an der Seite von Peter Cushing.

## Leben und Karriere
David Peel studierte Schauspiel an der renommierten Royal Academy of Dramatic Art in London und spielte in einigen Bühnenstücken, bevor er ab den 1940er Jahren vermehrt in Film und Fernsehen auftrat.

1960 spielte er die Rolle des grausamen Vampirs Baron Meinster in Hammer’s Dracula und seine Bräute an der Seite von Peter Cushing. Mit diesem Film sollte Peel als erster blonder Vampir in die (Horror-)Filmgeschichte eingehen.

Obwohl Peels Karriere sich im Aufschwung befand, entschloss er sich jedoch die Schauspielerei aufzugeben. Einer seiner letzten Auftritte war eine Nebenrolle in Die unheimlichen Hände des Dr. Orlak mit Christopher Lee, einem Remake des Horrorklassikers Orlac’s Hände.

Nachdem er sich nach und nach aus dem Filmgeschäft zurückgezogen hatte, arbeitete Peel als Immobilienmakler und Antiquitätenhändler. David Peel starb am 4. September 1981 im Alter von einundsechzig Jahren in London.

## Filmographie (Auswahl)
- 1943: Squadron Leader X
- 1943: Escape to Danger
- 1954: They Who Dare
- 1954: Beau Brummell
- 1959: The Infamous John Friend
- 1960: Dracula und seine Bräute
- 1960: Die unheimlichen Hände des Dr. Orlak